# Bazemont
Bazemont település Franciaországban, Yvelines megyében. Lakosainak száma 1712 fő (2022. január 1.). Bazemont Les Alluets-le-Roi, Aubergenville, Aulnay-sur-Mauldre, Bouafle, Ecquevilly, Flins-sur-Seine, Herbeville és Maule községekkel határos.

## Népesség
A település népességének változása:
| Lakosok száma | 1519 | 1546 | 1599 | 1582 | 1615 | 1649 | 1682 | 1695 | 1712 |
|               | 2013 | 2015 | 2016 | 2017 | 2018 | 2019 | 2020 | 2021 | 2022 |